# Rhamphidonta retifera
Rhamphidonta retifera är en musselart som först beskrevs av Dall 1899.  Rhamphidonta retifera ingår i släktet Rhamphidonta och familjen Lasaeidae. Inga underarter finns listade i Catalogue of Life.